# St. Peter (Roth an der Our)

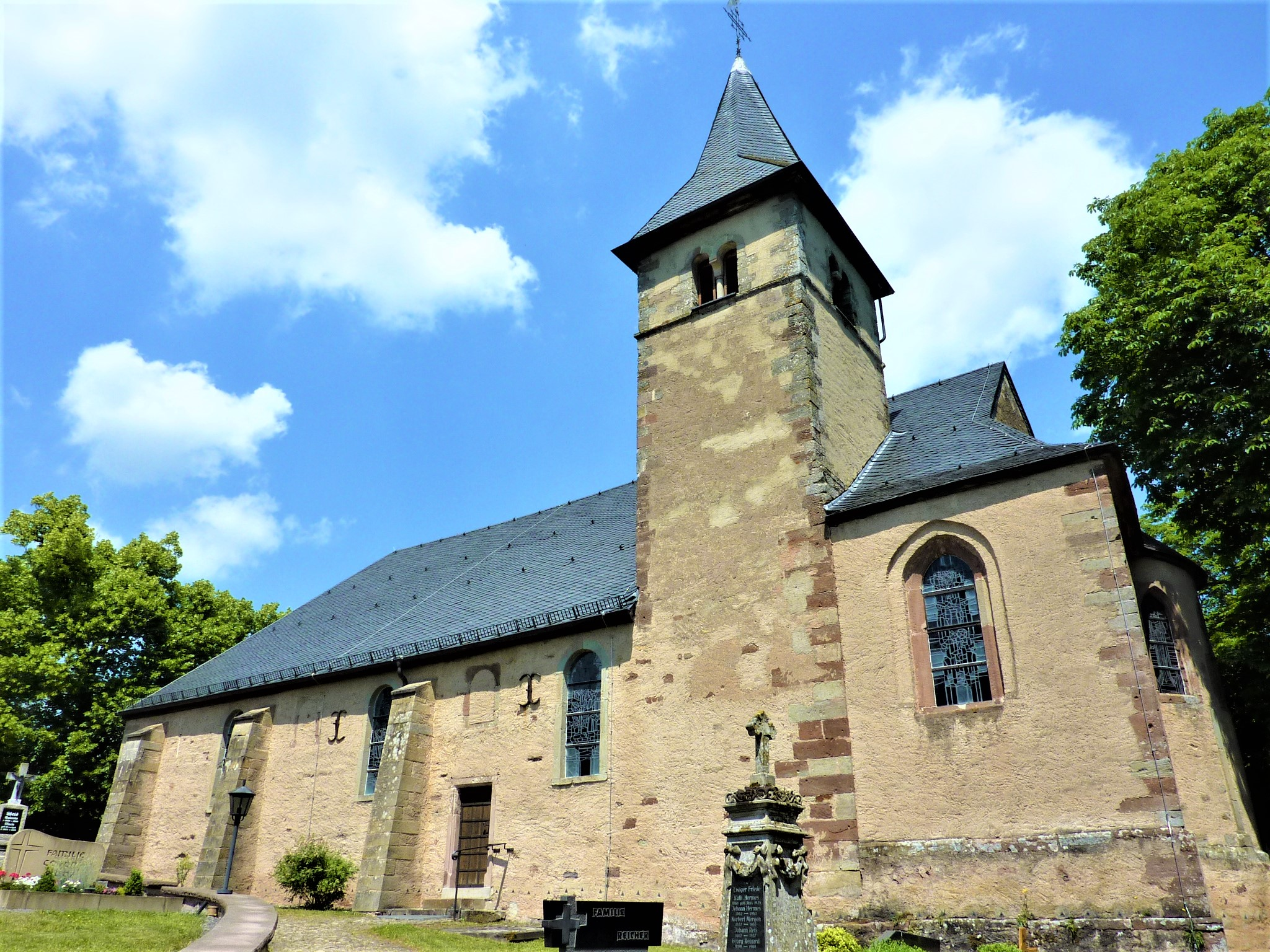
St. Peter zu Roth an der Our

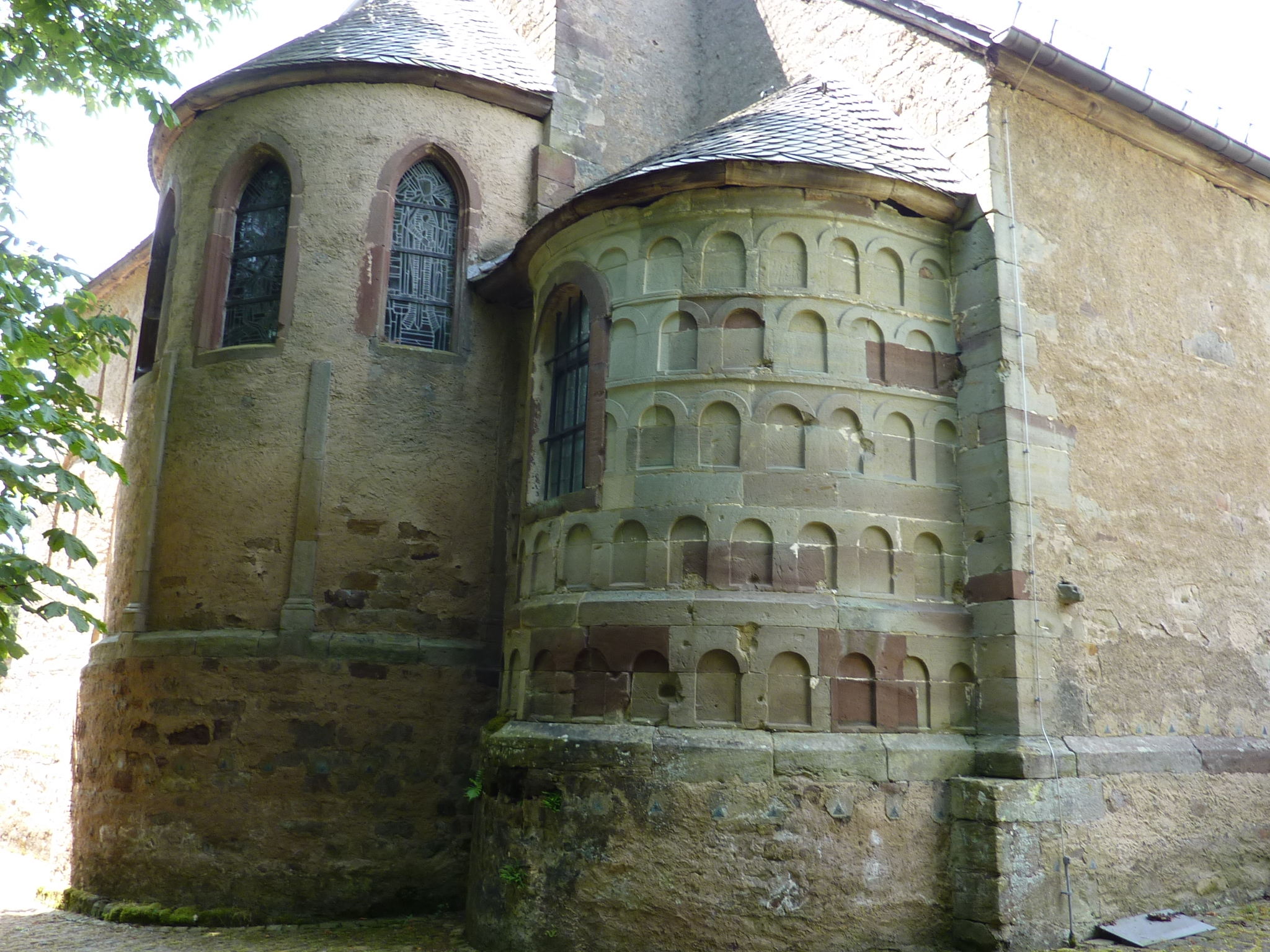
Hauptapsis und nördliche Seitenapsis

St. Peter ist eine römisch-katholische Filialkirche in Roth an der Our im Eifelkreis Bitburg-Prüm in Rheinland-Pfalz. Die Kirche ist hervorgegangen aus einer Kommende des Templerordens.

## Geschichte
1154 wurde durch Papst Hadrian IV. der Besitz von Roth dem Trierer Simeonstift bestätigt. Später ging der Besitz an die Grafen von Vianden über. Graf Philipp von Vianden stiftete vor 1228 die Niederlassung der Templer in Roth und übertrug ihnen auch die dortige Kirche. Mit der Auflösung des Templerordens ging der Besitz 1311 auf die Trierer Kommende der Johanniter über.
Mit dem Bau der Kirche wurde um 1100 begonnen, als man die nördliche Seitenapsis mit gewölbtem Vorjoch und den Anfang der anschließenden Nordmauer errichtete. Danach blieb der Bau liegen. Außen zeigt die Seitenapsis eine ungewöhnliche nischenähnliche Dekoration, für die es in  der Romanik kein Beispiel gibt. 
Im Zuge des 12. Jahrhunderts wurde St. Peter dann als dreischiffige Basilika mit Stützenwechsel auf trapezförmigem Grundriss zur Raumgewinnung errichtet. Nördlich und südlich der Hauptapsis erhob sich jeweils ein Chorflankenturm, von denen nur noch der südliche erhalten ist. Nach 1466 wurden das Langhaus und die Seitenschiffe eingewölbt und die Obergadenfenster deswegen zugemauert. In gotischer Zeit wurde auch die südliche Seitenapsis in eine quadratische Kapelle umgebaut. Die Westfassade wurde im 18. Jahrhundert barock umgestaltet.
Die Kirche, die das Gotteshaus der Mutterpfarrei von Vianden war, wurde 1815 der Pfarrei Körperich unterstellt. Im Verlauf des 19. Jahrhunderts wurde die nördliche Seitenapsis zur Sakristei umgebaut, aus dieser Zeit stammt wohl auch das große Fenster, das die romanische Außengliederung teilweise zerstört. 1919 wurde an der Nordseite unter dem Putz ein Portal entdeckt, das teilweise freigelegt wurde.